# الاکامیسی انتیواتو
الاکامیسی انتیواتو (به لاتین: Alakamisy Antivato) یک سکونتگاه مسکونی در ماداگاسکار است که در واکینانکاراترا واقع شده‌است.

## خصوصیات
الاکامیسی انتیواتو ۹٬۰۰۰ نفر جمعیت دارد و ۱٬۵۴۲ متر بالاتر از سطح دریا واقع شده‌است.